# Paluch (raper)
Paluch, właściwie Łukasz Paluszak (ur. 1 października 1985 w Poznaniu) – polski raper. Były członek zespołu Aifam. Współtworzy kolektyw DIIL Gang oraz trio Syntetyczna Mafia. Od 2018 roku wspiera ligę DOPE. Raper pochodzi z poznańskiego Piątkowa.
Paluch współpracował ponadto m.in. z takimi wykonawcami jak: Borixon, Bosski Roman, Buczer, Donguralesko, Firma, Hemp Gru, Gedz, Szpaku, Kaczor, Kajman, Kali, Kobra, Lukasyno, Miuosh, Mrokas, Onar, O.S.T.R., PTP, Shellerini, Slums Attack, Sobota, Quebonafide, Tau oraz WSRH. Poza działalnością artystyczną prowadzi wytwórnię płytową B.O.R. Records.
Jego albumy rozeszły się w ponad 690 tys. egzemplarzy w Polsce.

## Działalność artystyczna

### 2004–2009
Zadebiutował w 2004 roku solowym nielegalem pt. Życie jest piękne. Wcześniej rapował gościnnie na wydanych w 2003 roku nielegalach: Kubiszewa i Edasa – Ślad oraz formacji KnockOut – Kolejny epizod – druga runda. Po dołączeniu do poznańskiej grupy Aifam, wydał z nią w 2005 r. płytę Nasza rewolucja. Materiał był promowany teledyskami do utworów „Jak żyjesz” oraz „Przerwa w oddechu”. W międzyczasie gościł na kolejnym albumie KnockOut pt. Sztuka równowagi. Natomiast rok później rapował na płycie składu Wueska – Między miłością a nienawiścią. Następnie w 2007 r. Paluch wydał dobrze przyjęty drugi, wyprodukowany przez Julasa nielegal pt. Biuro ochrony rapu. Do pochodzącego z płyty utworu „Wokół mnie” z gościnnym występem DonGURALesko powstał teledysk. Na płycie gościnnie wystąpili także Bilon z Hemp Gru, Knockout i Waber. W 2009 r. ukazała się pierwsza „legalna” płyta solowa Palucha – Pewniak. W ramach promocji do utworu tytułowego został zrealizowany teledysk. Materiał został wyprodukowany przez DJ-a Story, Miksera, Julasa i Milera. Natomiast wśród gości na wydawnictwie znaleźli się m.in. Peja, Kaczor i Północny Toruń Projekt. Sam Paluch wystąpił natomiast na czwartym nielegalu KnockOut – Oby na obe. Z kolei rok później rapował m.in. na płytach WSRH, DJ-a Decksa i Onara.

### 2009–2011
Na początku 2009 roku do sprzedaży trafiła kompilacja różnych wykonawców Jestem stąd. Na płycie znalazł się okolicznościowy utwór „To miasto...” w wykonaniu Palucha, a także m.in. Pelsona i składu WSRH. Piosenka, promowana również teledyskiem, została nagrana z okazji pięciolecia istnienia portalu branżowego Poznanskirap.com. Raper wystąpił ponadto m.in. na drugim solowym albumie Pei – Na serio oraz drugim „legalu” Macca Squad – Prawdziwa historia. W maju 2010 roku ukazał się drugi album Aifam z Paluchem w składzie, zatytułowany Ponad tym. Wcześniej został wydany mixtape Buczera – Podejrzany o rap: mixtape Vol.2 na którym znalazła się piosenka z udziałem Palucha pt. „Chcę”. Do utworu powstał również teledysk. W międzyczasie raper założył własną wytwórnię muzyczną specjalizującą się muzyce hip-hop – B.O.R. Records. Kolejne zwrotki w wykonaniu Palucha znalazły się, na wydanych również w 2010 roku płytach: Kobry, Shelleriniego, Bosskiego Romana i Kaczora. Pierwszą produkcją wytwórni należącej do rapera był jego solowy album Bezgranicznie oddany, który ukazał się 10 października, także 2010 roku. Gościnnie w nagraniach wzięli udział m.in. Bob One, Pih i Bosski Roman. Z kolei produkcji nagrań podjęli się m.in. Donatan, Brahu i Sqra.

### Od 2011
23 kwietnia 2011 roku ukazała się składanka Grube jointy 2: karani za nic. Na jej potrzeby Paluch wraz z Mrokasem zarejestrował kompozycję pt. „Poza układem”. 1 października tego samego roku odbyła się premiera czwartej „legalnej” płyty Paluszaka pt. Syntetyczna mafia. Nagrania zostały zrealizowane m.in. z gościnnym udziałem takich wykonawców jak: Lukasyno, Kali i Junior Stress. Album promowany był kilkoma teledyskami oraz trasą koncertową. Nagrania przysporzyły raperowi pierwszego sukcesu komercyjnego. Album Syntetyczna mafia dotarł do 18. miejsca zestawienia OLiS. W międzyczasie raper opuścił skład Aifam. Również w 2011 roku Paluszak wystąpił gościnnie na czternastu albumach w tym, m.in. takich wykonawców jak: Slums Attack, Firma i Sobota. W 2012 roku Paluch nagrał piosenkę „Bierz przykład, daj przykład”, która ukazała się 7 kwietnia na kompilacji Drużyna mistrzów. Gościł także na wydanej w czerwcu powrotnej płycie, znanego z występów w formacji Wzgórze Ya-Pa 3 – Borixona zatytułowanej Rap Not Dead. W sierpniu ukazał się teledysk do utworu „Niebo” zwiastujący nowy album solowy rapera. Natomiast we wrześniu zostały opublikowane kolejne wideoklipy do utworów „Za wszystko” i „Ponaddźwiękowy rap”. Premiera piątej płyty Paluszaka zatytułowanej Niebo odbyła się 6 października 2012 roku. Wydawnictwo powstało we współpracy z takimi producentami jak: Matheo, Julas, Donatan, O.S.T.R., SoDrumatic i Mikser. Płyta uplasowała się na 8. miejscu zestawienia OLiS. W czerwcu 2013 roku ukazała się wspólna płyta Palucha nagrana wraz z Kalim pt. Milion dróg do śmierci. Nagrania ukazały się w kooperacji Ganja Mafia Label i B.O.R. Records. Materiał promowany teledyskami do utworów „Milion dróg do śmierci”, „Syntetyczna Ganja Mafia” i „Hip-hop 4 ever” dotarł do 3. miejsca polskiej listy przebojów (OLiS). 20 grudnia 2013 roku ukazał się kolejny solowy album Palucha pt. Lepszego życia diler. Płyta zadebiutowała na 2. miejscu zestawienia OLiS.

## Dyskografia
Albumy solowe
| Rok                                                    | Album | Pozycja na liście | Sprzedaż        | Certyfikat                 |
| Rok                                                    | Album | POL               | Sprzedaż        | Certyfikat                 |
| ------------------------------------------------------ | --- | ----------------- | --------------- | -------------------------- |
| 2004                                                   | Życie jest piękne - Data: 2004 - Wydawca: brak (nielegal) - Format: CD                                       | –                 |                 |                            |
| 2007                                                   | Biuro ochrony rapu - Data: 22 czerwca 2007 - Wydawca: Druga Strefa Rekords - Format: CD                      | 49                |                 |                            |
| 2009                                                   | Pewniak - Data: 11 kwietnia 2009 - Wydawca: Fonografika - Format: CD                                         | –                 |                 |                            |
| 2010                                                   | Bezgranicznie oddany - Data: 10 października 2010 - Wydawca: B.O.R. Records - Format: CD                     | –                 |                 |                            |
| 2011                                                   | Syntetyczna mafia - Data: 1 października 2011 - Wydawca: B.O.R. Records - Format: CD, digital download       | 18                |                 |                            |
| 2012                                                   | Niebo - Data: 6 października 2012 - Wydawca: B.O.R. Records - Format: CD, digital download                   | 8                 | - POL: 15 000+  | - ZPAV: złota płyta        |
| 2013                                                   | Lepszego życia diler - Data: 20 grudnia 2013 - Wydawca: B.O.R. Records - Format: CD, digital download        | 2                 | - POL: 120 000+ | - ZPAV: 4× platynowa płyta |
| 2016                                                   | 10/29 - Data: 4 marca 2016 - Wydawca: B.O.R. Records - Format: CD, digital download                          | 3                 | - POL: 30 000+  | - ZPAV: platynowa płyta    |
| 2016                                                   | Ostatni krzyk osiedla - Data: 25 listopada 2016 - Wydawca: B.O.R. Records - Format: CD, LP, digital download | 1                 | - POL: 150 000+ | - ZPAV: diamentowa płyta   |
| 2017                                                   | Złota Owca - Data: 24 listopada 2017 - Wydawca: B.O.R. Records - Format: CD, LP, digital download            | 1                 | - POL: 120 000+ | - ZPAV: 4× platynowa płyta |
| 2018                                                   | Czerwony dywan - Data: 7 grudnia 2018 - Wydawca: B.O.R. Records - Format: CD, digital download               | 1                 | - POL: 150 000+ | - ZPAV: diamentowa płyta   |
| 2020                                                   | Nadciśnienie - Data: 27 listopada 2020 - Wydawca: B.O.R. Records - Format: CD, digital download              | 1                 | - POL: 30 000+  | - ZPAV: platynowa płyta    |
| 2022                                                   | Kompot - Data: 1 kwietnia 2022 - Wydawca: B.O.R. Records - Format: CD, digital download                      | 2                 | - POL: 30 000+  | - ZPAV: platynowa płyta    |
| 2024                                                   | Najlepszego życia diler - Data: 9 października 2024 - Wydawca: B.O.R. Records - Format: CD, digital download | 2                 | - POL: 15 000+  | - ZPAV: złota płyta        |
| „–” oznacza że album nie był notowany na danej liście. | |                   |                 |                            |

Współpraca
| Rok  | Album | Pozycja na liście | Sprzedaż       | Certyfikat          |
| Rok  | Album | POL               | Sprzedaż       | Certyfikat          |
| ---- | --- | ----------------- | -------------- | ------------------- |
| 2013 | Milion dróg do śmierci (oraz Kali) - Data: 8 czerwca 2013 - Wydawca: Ganja Mafia Label/B.O.R. - Format: CD, digital download | 3                 | - POL: 15 000+ | - ZPAV: złota płyta |
| 2014 | Made in Heaven (oraz Chris Carson) - Data: 6 października 2014 - Wydawca: B.O.R. Records - Format: CD, digital download      | 3                 | - POL: 15 000+ | - ZPAV: złota płyta |
| 2023 | Pośród hien (oraz Słoń) - Data: 17 marca 2023 - Wydawca: B.O.R. Records - Format: CD, digital download                       | 1                 |                |                     |
| 2025 | PCC 2.5 (oraz Chris Carson) - Data: 23 maja 2025 - Wydawca: B.O.R. Records - Format: CD, digital download                    | 6                 |                |                     |
| 2025 | Mapa (oraz Oer) - Data: 25 lipca 2025 - Wydawca: B.O.R. Records - Format: digital download                                   | 88                |                |                     |

Single
| Rok                                                      | Tytuł                                  | Pozycje na liście | Pozycje na liście |                             | Album                   |
| Rok                                                      | Tytuł                                  | HHTV              | RMF               |                             | Album                   |
| -------------------------------------------------------- | -------------------------------------- | ----------------- | ----------------- | --------------------------- | ----------------------- |
| 2007                                                     | „Gram w To”                            | –                 | –                 |                             | Biuro ochrony rapu      |
| 2008                                                     | „Pewniak”                              | –                 | –                 |                             | Pewniak                 |
| 2009                                                     | „Na ulicach”                           | –                 | –                 |                             | Pewniak                 |
| 2011                                                     | „Psychofan”                            | –                 | –                 |                             | Syntetyczna Mafia       |
| 2011                                                     | „Pan Życia”                            | –                 | –                 |                             | Syntetyczna Mafia       |
| 2011                                                     | „Zostawić coś po sobie”                | –                 | –                 |                             | Syntetyczna Mafia       |
| 2011                                                     | „Na otarcie łez” (gościnnie: Lukasyno) | –                 | –                 |                             | Syntetyczna Mafia       |
| 2012                                                     | „Niebo”                                | –                 | –                 |                             | Niebo                   |
| 2012                                                     | „Za wszystko”                          | –                 | –                 |                             | Niebo                   |
| 2013                                                     | „Bez strachu”                          | –                 | –                 |                             | Lepszego życia diler    |
| 2013                                                     | „Wracam do domu”                       | –                 | –                 |                             | Lepszego życia diler    |
| 2015                                                     | „Taki jestem”                          | –                 | –                 |                             | 10/29                   |
| 2015                                                     | „Halo Ziemia”                          | 19                | –                 | - ZPAV: 2× platynowa płyta  | 10/29                   |
| 2016                                                     | „OKO”                                  | –                 | –                 | - ZPAV: 3× platynowa płyta  | Ostatni Krzyk Osiedla   |
| 2016                                                     | „Szaman”                               | –                 | –                 | - ZPAV: diamentowa płyta    | Ostatni Krzyk Osiedla   |
| 2016                                                     | „Daj mi powód”                         | 4                 | –                 | - ZPAV: 2× platynowa płyta  | Ostatni Krzyk Osiedla   |
| 2016                                                     | „Self Made”                            | –                 | –                 |                             | Ostatni Krzyk Osiedla   |
| 2016                                                     | „Gdybyś kiedyś”                        | 1                 | 15                | - ZPAV: 2× diamentowa płyta | Ostatni Krzyk Osiedla   |
| 2016                                                     | „W moim życiu”                         | 20                | –                 | - ZPAV: 3× platynowa płyta  | Ostatni Krzyk Osiedla   |
| 2017                                                     | „DYM”                                  | –                 | –                 | - ZPAV: diamentowa płyta    | Złota Owca              |
| 2017                                                     | „Cardio”                               | –                 | –                 | - ZPAV: 4× platynowa płyta  | Złota Owca              |
| 2017                                                     | „Kontrola jakości” (gościnnie: Szpaku) | –                 | –                 | - ZPAV: 4× platynowa płyta  | Złota Owca              |
| 2017                                                     | „List w butelce”                       | –                 | –                 |                             | Złota Owca              |
| 2017                                                     | „Złota Owca”                           | –                 | –                 |                             | Złota Owca              |
| 2018                                                     | „Spłata”                               | –                 | –                 | - ZPAV: 3× platynowa płyta  | Czerwony dywan          |
| 2018                                                     | „Mój kościół”                          | –                 | –                 | - ZPAV: 3× platynowa płyta  | Czerwony dywan          |
| 2018                                                     | „Ładni, smutni ludzie”                 | –                 | –                 | - ZPAV: 2× platynowa płyta  | Czerwony dywan          |
| 2018                                                     | „Balans” (gościnnie: Słoń)             | –                 | –                 | - ZPAV: diamentowa płyta    | Czerwony dywan          |
| 2020                                                     | „Drugi Brzeg”                          | –                 | –                 |                             | Nadciśnienie            |
| 2020                                                     | „Kaszel”                               | –                 | –                 |                             | Nadciśnienie            |
| 2020                                                     | „Części zamienne”                      | –                 | –                 |                             | Nadciśnienie            |
| 2020                                                     | „Potrzeby”(Stopa Bas)                  | –                 | –                 |                             | Nadciśnienie            |
| 2020                                                     | „Nadciśnienie”                         | –                 | –                 |                             | Nadciśnienie            |
| 2022                                                     | „Jeden interes” (oraz Oliver Olson)    |                   |                   | - ZPAV: złota płyta         | Dopehouse Mixtape       |
| 2023                                                     | „Mam cię”                              |                   |                   | - ZPAV: 2× platynowa płyta  | Najlepszego życia diler |
| „–” oznacza, że singel nie był notowany na danej liście. |                                        |                   |                   |                             |                         |

### Inne certyfikowane utwory
| Rok  | Tytuł     | Certyfikat                 | Album          |
| ---- | --------- | -------------------------- | -------------- |
| 2018 | „Peeling” | - ZPAV: 3× platynowa płyta | Czerwony dywan |
| 2019 | „Tiry”    | - ZPAV: platynowa płyta    | Borcrew Album  |

Inne
| Rok  | Album                                                 | Uwagi | Źródło  |
| ---- | ----------------------------------------------------- | --- | ------- |
| 2003 | Kubiszew, Edas – Ślad                                 | gościnnie rap w utworze „Po fakcie”                                                                                    | [ 70 ]  |
| 2003 | KnockOut – Kolejny epizod – druga runda               | gościnnie rap w utworach „Nie tędy droga” i „Składów koalicja – wybrałem to”                                           | [ 71 ]  |
| 2005 | KnockOut – Sztuka równowagi                           | gościnnie rap w utworze „Pewny swego”                                                                                  | [ 72 ]  |
| 2005 | Aifam – Nasza rewolucja                               | członek zespołu | [ 73 ]  |
| 2006 | Wueska – Między miłością a nienawiścią                | gościnnie rap w utworze „Zdani na siebie”                                                                              | [ 74 ]  |
| 2007 | KnockOut – Oby na obe                                 | gościnnie rap w utworze „Złamany kodeks”                                                                               | [ 75 ]  |
| 2008 | WSRH – Wyższa szkoła robienia hałasu                  | gościnnie rap w utworze „Typowo poznański styl”                                                                        | [ 76 ]  |
| 2008 | DJ Decks – Mixtape 4                                  | gościnnie rap w utworze „Od świtu do zmierzchu”                                                                        | [ 77 ]  |
| 2008 | Razem Ponad Kilo – Samo życie                         | gościnnie rap w utworze „Na bary”                                                                                      | [ 78 ]  |
| 2008 | PTP – Ulice tego słuchają                             | gościnnie rap w utworze „Toruń Poznań”                                                                                 | [ 79 ]  |
| 2009 | Baron – Nic do ukrycia                                | gościnnie rap w utworze „To wszystko”                                                                                  | [ 80 ]  |
| 2009 | Jestem stąd (kompilacja)                              | rap w utworze „To miasto…”                                                                                             | [ 81 ]  |
| 2009 | Słoń – Chore melodie                                  | gościnnie rap w utworze „5 styli”                                                                                      | [ 82 ]  |
| 2009 | Szops – Synonim whiskey                               | gościnnie rap w utworze „Śmieszy mnie”                                                                                 | [ 83 ]  |
| 2009 | Onar – Jeden na milion                                | gościnnie rap w utworze „Jestem z miasta”                                                                              | [ 84 ]  |
| 2009 | Kubiszew/Julas/DJ Show – To paranoja skarbie          | gościnnie rap w utworze „Tutaj przy trzepaku”                                                                          | [ 85 ]  |
| 2009 | Barył/Cubol – Złota myśl                              | gościnnie rap w utworach „Bez problemu” i „To takie proste”                                                            | [ 86 ]  |
| 2009 | Peja – Na serio                                       | gościnnie rap w utworze „To jeszcze nie koniec”                                                                        | [ 87 ]  |
| 2009 | WSRH – Unhuman Mixtape                                | gościnnie rap w utworze „Sprawiedliwość”                                                                               | [ 88 ]  |
| 2009 | Macca Squad – Prawdziwa historia                      | gościnnie rap w utworze „Traktuj dziwki z góry”                                                                        | [ 89 ]  |
| 2010 | Buczer – Podejrzany o rap: mixtape Vol.2              | gościnnie rap w utworze „Chcę”                                                                                         | [ 90 ]  |
| 2010 | Aifam – Ponad tym                                     | członek zespołu | [ 91 ]  |
| 2010 | Shellerini – Gościnnie... Shellerini                  | gościnnie rap w utworze „Jestem z miasta”, „Od świtu do zmierzchu”, „5 styli” oraz „Wypite”                            | [ 92 ]  |
| 2010 | Bosski Roman – Krak 3                                 | gościnnie rap w utworze „Niełatwy żywot ulicznego rapera”                                                              | [ 93 ]  |
| 2010 | Kaczor – Przyjaźń, duma, godność                      | gościnnie rap w utworze „Poznań”                                                                                       | [ 94 ]  |
| 2010 | Kobra – Na żywo z miasta grzechu                      | gościnnie rap w utworze „Gin & Tonic”                                                                                  | [ 95 ]  |
| 2011 | Jongmen – To jest ta droga (singel)                   | gościnnie rap w utworze „To jest ta droga”                                                                             | [ 96 ]  |
| 2011 | Represent Yourself Vol.1 (kompilacja)                 | rap w utworze „Teren prywatny”                                                                                         | [ 97 ]  |
| 2011 | Wysoki Lot – Wysoki łotr                              | gościnnie rap w utworze „Oho ho”                                                                                       | [ 98 ]  |
| 2011 | Grube jointy 2: karani za nic (kompilacja)            | rap w utworze „Poza układem”                                                                                           | [ 99 ]  |
| 2011 | Slums Attack – Reedukacja                             | gościnnie rap w utworach „Chcesz?” i „Głos Wielkopolski”                                                               | [ 100 ] |
| 2011 | Firma – Nasza broń to nasza pasja                     | gościnnie rap w utworze „Ogień w sercach”                                                                              | [ 101 ] |
| 2011 | Miuosh – Piąta strona świata                          | gościnnie rap w utworze „Nie zapomnij skąd jesteś”                                                                     | [ 102 ] |
| 2011 | Hemp Gru – Jedność (EP)                               | gościnnie rap w utworze „Na linii frontu”                                                                              | [ 103 ] |
| 2011 | Emblemat – Jedna miłość, jedna więź                   | gościnnie rap w utworze „Miasta styl”                                                                                  | [ 104 ] |
| 2011 | Kali – 50/50                                          | gościnnie rap w utworze „Było minęło”                                                                                  | [ 105 ] |
| 2011 | Kubiszew – Towar z górnej półki                       | gościnnie rap w utworze „Fakju”                                                                                        | [ 106 ] |
| 2011 | Macca Squad – Maccaradża mówi dość                    | gościnnie rap w utworze „Nie chcę być”                                                                                 | [ 107 ] |
| 2011 | Mrokas – Mrok w mieście                               | gościnnie rap w utworze „Poza układem”                                                                                 | [ 108 ] |
| 2011 | Sobota – Gorączka sobotniej nocy                      | gościnnie rap w utworze „Naprzód”                                                                                      | [ 109 ] |
| 2011 | Kajman – K2                                           | gościnnie rap w utworze „Dzieci”                                                                                       | [ 110 ] |
| 2011 | Baron/Szofer – Alternatywa                            | gościnnie rap w utworze „Penerskie safari”                                                                             | [ 111 ] |
| 2011 | Hemp Gru – Jedność (DVD)                              | gościnnie rap w utworze „Na linii frontu”                                                                              | [ 103 ] |
| 2012 | WSRH – Szkoła wyrzutków                               | gościnnie rap w utworze „Klason”                                                                                       | [ 112 ] |
| 2012 | Drużyna mistrzów (kompilacja)                         | rap w utworze „Bierz przykład, daj przykład”                                                                           | [ 113 ] |
| 2012 | Borixon – Rap Not Dead                                | gościnnie rap w utworze „Tworzymy historie”                                                                            | [ 114 ] |
| 2012 | HDS – Odbicie codzienności                            | gościnnie rap w utworze „Mam już tego dosyć”                                                                           | [ 115 ] |
| 2012 | Lukasyno, Kriso – Czas vendetty                       | gościnnie rap w utworze „Nie idę w klub przed północą”                                                                 | [ 116 ] |
| 2012 | Donatan – Równonoc. Słowiańska dusza                  | gościnnie rap w utworze „Szukaj jej tu”                                                                                | [ 117 ] |
| 2012 | Onar – Przemytnik emocji                              | gościnnie rap w utworze „Miejsce w oparach absurdu”                                                                    | [ 118 ] |
| 2013 | Popek – Monster                                       | gościnnie rap w utworze „Kto nie ryzykuje, szampana nie pije”                                                          | [ 119 ] |
| 2013 | PMM – Zatrzymać gniew                                 | gościnnie rap w utworze „Nie mam ci tego za złe”                                                                       | [ 120 ] |
| 2013 | Bezczel – A.D.H.D                                     | gościnnie rap w utworze „Swego pewien”                                                                                 | [ 121 ] |
| 2013 | Bezczel – W krzywym zwierciadle: rock’n’roLLa mixtape | gościnnie rap w utworze „Świeża krew”                                                                                  | [ 122 ] |
| 2013 | Młody M, Radonis – Kronika III: Zaklęty krąg          | gościnnie rap w utworze „RAP”                                                                                          | [ 123 ] |
| 2013 | Dixon37 – O.Z.N.Z. (Od zawsze na zawsze)              | gościnnie rap w utworze „Pazeroty”                                                                                     | [ 124 ] |
| 2013 | Słoń, Mikser – Demonologia 2                          | gościnnie rap w utworze „Koyaanisqatsi”                                                                                | [ 125 ] |
| 2013 | DJ Druga Strefa – Na ulicach miasta 2                 | gościnnie rap w utworze „Moja historia”                                                                                | [ 126 ] |
| 2014 | WhiteHouse – Kodex 5 Elements                         | gościnnie rap w utworze „Wierny”                                                                                       | [ 127 ] |
| 2014 | Chada – Syn Bogdana                                   | gościnnie rap w utworze „Nie chcę być, taki jak oni”                                                                   | [ 128 ] |
| 2014 | Czarny HIFI – Nokturny & demony                       | gościnnie rap w utworze „Klason”                                                                                       | [ 129 ] |
| 2014 | Gedz – NNJL                                           | gościnnie rap w utworze „Niebo nie jest limitem”                                                                       | [ 130 ] |
| 2014 | Donguralesko – Kroniki betonowego lasu                | rap w utworze „Wokół mnie”                                                                                             | [ 131 ] |
| 2014 | Haju – Elipsa                                         | gościnnie rap w utworze „Wojownik”                                                                                     | [ 132 ] |
| 2014 | HDS – Muzyka bloków                                   | gościnnie rap w utworze „Hardcorowy przekaz”                                                                           | [ 133 ] |
| 2014 | Kacper – Gotowy na wszystko                           | gościnnie rap w utworze „Nic za darmo”                                                                                 | [ 134 ] |
| 2014 | Kali, Gibbs – Sentymentalnie                          | gościnnie rap w utworze „Pełna szkatułka”                                                                              | [ 135 ] |
| 2014 | Olsen, Fu – Kameleon 2                                | gościnnie rap w utworze „Dwulicowa kurwo”                                                                              | [ 136 ] |
| 2014 | Ostry – Cztery wiosny                                 | gościnnie rap w utworach „Łatwiej” i „Pierwszy raz”                                                                    | [ 137 ] |
| 2014 | Pawbeats – Utopia                                     | gościnnie rap w utworze „Na miarę”                                                                                     | [ 138 ] |
| 2014 | Rozbójnik Alibaba, Jan Borysewicz – Bal Maturalny     | gościnnie rap w utworze „Dzisiaj mamy siłę”                                                                            | [ 139 ] |
| 2014 | Tau – Remedium                                        | gościnnie rap w utworze „List motywacyjny”                                                                             | [ 140 ] |
| 2014 | WSRH – Blendtape                                      | gościnnie rap w utworze „Klakson”                                                                                      | [ 141 ] |
| 2014 | Baron, Szofer – Witam cię bracie, siostro             | gościnnie rap w utworze „Skłamałbym”                                                                                   | [ 142 ] |
| 2015 | King TomB, Białas – BooKING Mixtape                   | gościnnie rap w utworze „Ostatni telefon”                                                                              | [ 143 ] |
| 2015 | Białas – Rehab                                        | gościnnie rap w utworze „To jest hip-hop”                                                                              | [ 144 ] |
| 2017 | Kobik – Sygnatura                                     | gościnnie rap w utworze „Za mną”                                                                                       | [ 145 ] |
| 2017 | Quebonafide – Dla Fanów Eklektyki                     | gościnnie rap w utworze „Pablo”                                                                                        | [ 146 ] |
| 2017 | P.A.F.F. – Fala                                       | gościnnie rap w utworze „Leki”                                                                                         | [ 147 ] |
| 2017 | Kaczor x Pih – Zła Krew EP                            | gościnnie rap w utworze „Kiepski żart”                                                                                 | [ 148 ] |
| 2017 | Tata Kres x Jarza – Sinusoida                         | gościnnie rap w utworze „Katamari Damacy”                                                                              | [ 149 ] |
| 2018 | Taconafide – 0, 25 mg                                 | gościnnie rap w utworze „Ekodiesel (remix)”                                                                            | [ 150 ] |
| 2018 | Solar – Klub 27                                       | gościnnie rap w utworze „jeszcze polska”                                                                               | [ 151 ] |
| 2018 | Kacper HTA – Ronin                                    | gościnnie rap w utworze „Przyjaciel wróg”                                                                              | [ 152 ] |
| 2018 | Major SPZ – Towar                                     | gościnnie rap w utworze „Towar”                                                                                        | [ 153 ] |
| 2018 | PLK – Polak                                           | gościnnie rap w utworze „Gozier”                                                                                       | [ 154 ] |
| 2018 | Szpaku – Atypowy                                      | gościnnie rap w utworze „Szlam”                                                                                        | [ 155 ] |
| 2019 | Joda – Orientorient                                   | gościnnie rap w utworze „Pozory mylą”                                                                                  | [ 156 ] |
| 2019 | Borcrew Album                                         | rap w utworach „Serce Na Bloku”, „TIRy”, „Koryto”, „Ziom z papieru”, „Killoff”, „Jestem Blisko”, „Zima” oraz „Gniazdo” | [ 157 ] |

## Teledyski
Solowe
| Rok  | Tytuł                                   | Reżyseria                        | Album                 | Źródło  |
| ---- | --------------------------------------- | -------------------------------- | --------------------- | ------- |
| 2007 | „Wokół mnie” (gościnnie: Gural)         | Michał Piotrowski                | Biuro ochrony rapu    | [ 6 ]   |
| 2007 | „Ja gram w to” (gościnnie: Waber)       | Yellow Mellow                    | Biuro ochrony rapu    | [ 6 ]   |
| 2009 | „Dla pijaków”                           | FlowMedia                        | Pewniak               | [ 158 ] |
| 2009 | „Wypite” (gościnnie: Shellerini, Waber) | FlowMedia                        | Pewniak               | [ 158 ] |
| 2009 | „Na ulicach”                            | FlowMedia                        | Pewniak               | [ 158 ] |
| 2009 | „Pewniak”                               | Michał Sterzyński, Tomasz Jarosz | Pewniak               | [ 158 ] |
| 2010 | „Bezgranicznie oddany”                  | Michał Frąckowiak                | Bezgranicznie oddany  | [ 159 ] |
| 2010 | „Nowy trueschool”                       | Wenland Films                    | Bezgranicznie oddany  | [ 160 ] |
| 2010 | „Teraz to wiem” (gościnnie: Gedz)       | Michał Sterzyński                | Bezgranicznie oddany  | [ 161 ] |
| 2011 | „Psychofan”                             | Wenland Films                    | Syntetyczna Mafia     | [ 162 ] |
| 2011 | „Pan życia”                             | –                                | Syntetyczna Mafia     | [ 163 ] |
| 2011 | „Zostawić coś po sobie”                 | 4zero4                           | Syntetyczna Mafia     | [ 164 ] |
| 2011 | „Na otarcie łez” (gościnnie: Lukasyno)  | 4zero4                           | Syntetyczna Mafia     | [ 165 ] |
| 2012 | „Niebo”                                 | Grzegorz Wieczorek               | Niebo                 | [ 166 ] |
| 2012 | „Za wszystko”                           | 4zero4                           | Niebo                 | [ 167 ] |
| 2012 | „Ponaddźwiękowy rap”                    | Wenland Films                    | Niebo                 | [ 168 ] |
| 2012 | „Nowa epoka” (gościnnie: Ero)           | 4zero4                           | Niebo                 | [ 169 ] |
| 2012 | „Pionier”                               | 4zero4                           | Niebo                 | [ 170 ] |
| 2013 | „Wracam do domu”                        | Filip Wendland                   | Lepszego życia diler  | [ 171 ] |
| 2014 | „Kolor Melanż”                          | BassMedia                        | Lepszego życia diler  | [ 172 ] |
| 2014 | „#Hot16Challenge”                       | –                                | –                     | [ 173 ] |
| 2015 | „Taki jestem”                           | H D S C V M                      | 10/29                 | [ 174 ] |
| 2016 | „Halo Ziemia”                           | 9liter Filmy                     | 10/29                 | [ 175 ] |
| 2016 | „W kawałkach”                           | 9liter Filmy                     | 10/29                 | [ 176 ] |
| 2016 | „10/29”                                 | Smoła Studio                     | 10/29                 | [ 177 ] |
| 2016 | „Zepsuty”                               | 9liter Filmy                     | Lepszego życia diler  | [ 178 ] |
| 2016 | „Odpocznij”                             | Smoła Studio                     | 10/29                 | [ 179 ] |
| 2016 | „Swoje miejsca”                         | –                                | 10/29                 | [ 180 ] |
| 2016 | „Na spokojnie”                          | 9liter Filmy                     | 10/29                 | [ 181 ] |
| 2016 | „OKO”                                   | –                                | Ostatni Krzyk Osiedla | [ 182 ] |
| 2016 | „Self Made”                             | –                                | Ostatni Krzyk Osiedla | [ 59 ]  |
| 2016 | „W moim życiu”                          | 9liter Filmy                     | Ostatni Krzyk Osiedla | [ 61 ]  |
| 2016 | „SZAMAN”                                | Smoła Studio                     | Ostatni Krzyk Osiedla | [ 56 ]  |
| 2016 | „Gdybyś kiedyś”                         | Smoła Studio                     | Ostatni Krzyk Osiedla | [ 60 ]  |
| 2016 | „Daj mi powód”                          | 9liter Filmy                     | Ostatni Krzyk Osiedla | [ 58 ]  |
| 2017 | „DYM”                                   | Smoła Studio                     | Złota Owca            | [ 62 ]  |
| 2017 | „CARDIO”                                | Smoła Studio                     | Złota Owca            | [ 29 ]  |
| 2017 | „Kontrola Jakości” (gościnnie: Szpaku)  | Pan Filmowiec                    | Złota Owca            | [ 63 ]  |
| 2017 | „List w butelce”                        | 9liter Filmy                     | Złota Owca            | [ 64 ]  |
| 2017 | „Złota Owca”                            | 9liter Filmy                     | Złota Owca            | [ 183 ] |
| 2018 | „Spłata”                                | Punkt Widzenia                   | Czerwony dywan        | [ 66 ]  |
| 2018 | „Balans” (gościnnie: Słoń)              | Punkt Widzenia                   | Czerwony dywan        |         |
| 2018 | „Ładni, Smutni Ludzie”                  |                                  | Czerwony dywan        |         |
| 2018 | „Mój Koscioł”                           |                                  | Czerwony dywan        |         |

Współpraca
| Rok  | Tytuł                                               | Reżyseria                        | Album                  | Źródło  |
| ---- | --------------------------------------------------- | -------------------------------- | ---------------------- | ------- |
| 2013 | „Milion dróg do śmierci” (oraz Kali)                | Kali, sensi&                     | Milion dróg do śmierci | [ 184 ] |
| 2013 | „Syntetyczna Ganja Mafia” (oraz Kali)               | Kali, Paluch, Grzegorz Wieczorek | Milion dróg do śmierci | [ 185 ] |
| 2013 | „Hip-hop 4 ever” (oraz Kali)                        | Sensi&                           | Milion dróg do śmierci | [ 186 ] |
| 2014 | „Daleko stąd” (oraz Chris Carson)                   | –                                | Made in Heaven         | [ 187 ] |
| 2014 | „RIP (Rap i pieniądze)” (oraz Chris Carson)         | –                                | Made in Heaven         | [ 188 ] |
| 2014 | „Magma” (oraz Chris Carson)                         | –                                | Made in Heaven         | [ 189 ] |
| 2014 | „Mam skrzydła” (oraz Chris Carson; gościnnie: Kali) | Michał Kwiatek                   | Made in Heaven         | [ 190 ] |

Gościnnie
| Rok  | Tytuł | Reżyseria                        | Album                                             | Źródło  |
| ---- | --- | -------------------------------- | ------------------------------------------------- | ------- |
| 2009 | WSRH, RY23, Paluch, Kobra/Oldas, Pele, Gandzior, Syn Tej Ziemi & W.B.U. – „To miasto”                     | Michał Piotrowski, Flow Media    | Jestem stąd                                       | [ 191 ] |
| 2010 | Buczer – „Chcę” (gościnnie: Paluch, Brożas)                                                               | Digital Escape Videos            | Podejrzany o rap: mixtape Vol.2                   | [ 192 ] |
| 2011 | Bosski Roman – „Niełatwy żywot ulicznego rapera” (gościnnie: Hijack, Gabi, Paluch, Peja, Sobota, Komplex) | –                                | Krak 3                                            | [ 193 ] |
| 2011 | Miuosh – „Nie zapomnij skąd jesteś” (gościnnie: Paluch, Jr. Stress)                                       | Smokestory Group                 | Piąta strona świata                               | [ 194 ] |
| 2011 | Kobra – „Gin & tonic” (gościnnie: Paluch, RY23)                                                           | Wendland Films                   | Na żywo z miasta grzechu                          | [ 195 ] |
| 2011 | Jongmen – „To jest ta droga” (gościnnie: Paluch, Oldas, Słoń, Sheller, DJ Taek)                           | Detoks Rekords                   | To jest ta droga (singel)                         | [ 196 ] |
| 2012 | Bezczel – „Świeża krew” (gościnnie: Fabułą, Ry23, Kobra, Oldas, WSRH, Paluch, Gandzior, Kubiszew, Koni)   | Edward „Ede” Grygianiec          | W krzywym zwierciadle: Rock’n’RoLLa mixtape vol.1 | [ 197 ] |
| 2012 | Borixon – „Tworzymy historie” (gościnnie: Paluch)                                                         | Marcin Pawełczak                 | Rap Not Dead                                      | [ 198 ] |
| 2012 | Onar – „Miejsce w oparach absurdu” (gościnnie: Paluch, Sitek)                                             | sensi&                           | Przemytnik emocji                                 | [ 199 ] |
| 2012 | Kajman – „Dzieci” (gościnnie: Kaczor, Paluch)                                                             | Dirt Video                       | K2                                                | [ 200 ] |
| 2012 | Donatan – „Szukaj jej tu” (gościnnie: Paluch)                                                             | UrbanCity, SSG                   | Równonoc. Słowiańska dusza                        | [ 201 ] |
| 2015 | Gedz – „Niebo nie jest limitem” (gościnnie: Paluch)                                                       | Nixon Production                 | NNJL                                              | [ 202 ] |
| 2017 | P.A.F.F. – „Leki” (gościnnie: Paluch)                                                                     | Kamil Rydzewski – BeLogic Studio | Fala                                              | [ 203 ] |
| 2018 | Logo Dzielnicy – „Chcę to da się” (gościnnie: Paluch)                                                     | –                                | DWA                                               | []      |

## Nagrody i wyróżnienia
| Rok  | Kategoria                                                                                                   | Nagroda                            | Uwagi      | Źródła  |
| ---- | --- | ---------------------------------- | ---------- | ------- |
| 2011 | Artysta Roku 2010                                                                                           | Podsumowanie 2010/Poznanskirap.com | 7. miejsce | [ 205 ] |
| 2011 | Album Roku 2010 (Pewniak)                                                                                   | Podsumowanie 2010/Poznanskirap.com | 7. miejsce | [ 205 ] |
| 2011 | Teledysk Roku 2010 („Wypite”)                                                                               | Podsumowanie 2010/Poznanskirap.com | 8. miejsce | [ 205 ] |
| 2011 | Teledysk Roku 2010 (DJ Story, Sheller, Słoń, Ramona 23, Paluch, Kobra, Oldas, Pele, Gandzior – „To miasto”) | Podsumowanie 2010/Poznanskirap.com | 1. miejsce | [ 205 ] |
| 2011 | Teledysk Roku 2010 (Paluch, Shellerini, FsDan, Kobra, Koni, Waber, Mrokas – „Siła to jedność”)              | Podsumowanie 2010/Poznanskirap.com | 5. miejsce | [ 205 ] |
| 2012 | Teledysk Roku 2011 („Zostawić coś po sobie”)                                                                | Podsumowanie 2011/Poznanskirap.com | 4. miejsce | [ 206 ] |
| 2012 | Wydarzenie Roku 2011 (odejście z zespołu Aifam)                                                             | Podsumowanie 2011/Poznanskirap.com | 2. miejsce | [ 207 ] |
| 2012 | Zespół/Artysta Roku 2011                                                                                    | Podsumowanie 2011/Poznanskirap.com | 2. miejsce | [ 208 ] |
| 2012 | Album Roku 2011 (Syntetyczna mafia)                                                                         | Podsumowanie 2011/Poznanskirap.com | 2. miejsce | [ 209 ] |
| 2013 | Album roku (Niebo)                                                                                          | Podsumowanie 2012/Poznanskirap.com | 3. miejsce | [ 210 ] |
| 2013 | Artysta roku                                                                                                | Podsumowanie 2012/Poznanskirap.com | 3. miejsce | [ 211 ] |
| 2013 | Teledysk roku („Za wszystko”)                                                                               | Podsumowanie 2012/Poznanskirap.com | 7. miejsce | [ 212 ] |
| 2013 | Teledysk roku („Niebo”)                                                                                     | Podsumowanie 2012/Poznanskirap.com | 6. miejsce | [ 212 ] |

## Filmografia
| Tytuł      | Rok  | Uwagi                                         | Źródło  |
| ---------- | ---- | --------------------------------------------- | ------- |
| „One Love” | 2012 | film dokumentalny, reżyseria: Paweł Grabowski | [ 213 ] |